# Șîroke, Rozdilna
Șîroke (în ucraineană Широке) este un sat în comuna Stepanivka din raionul Rozdilna, regiunea Odesa, Ucraina.

## Demografie
Componența lingvistică a localității Șîroke
     Ucraineană (90%)
     Rusă (6%)
     Română (4%)
Conform recensământului din 2001, majoritatea populației localității Șîroke era vorbitoare de ucraineană (90%), existând în minoritate și vorbitori de rusă (6%) și română (4%).